# Praia International Airport

i7
i11
i13
Der Aeroporto Internacional Nelson Mandela (bis 2012 Praia International Airport, IATA-Code: RAI, ICAO-Code: GVNP) ist der Flughafen der kapverdischen Hauptstadt Praia auf der Insel Santiago. Der etwa drei Kilometer nordöstlich der Stadt gelegene Flughafen wurde am 23. Oktober 2005 als Ersatz für den alten Francisco Mendes International Airport eröffnet. Er ist nach Nelson Mandela benannt.
Weitere bedeutende Flughäfen des Landes sind der Hauptflughafen Amílcar Cabral International Airport auf der vor allem bei Touristen beliebten Insel Sal und der São Pedro Airport in São Pedro bei Mindelo auf São Vicente.
Genutzt wird der Flughafen vor allem von der Fluggesellschaft TACV sowohl für Inlandsflüge wie auch für Verbindungen nach Lissabon, Paris, Providence, Fortaleza und Recife (Brasilien) sowie in einige afrikanische Staaten. Ebenfalls nach Lissabon fliegt TAP Portugal. Daneben gibt es Inlandsflüge der Gesellschaften Cabo Verde Express und Halcyonair.
Die Start- und Landepiste soll von gegenwärtig 2100 Meter auf 2600 Meter verlängert werden, sodass auch größere Flugzeuge landen können. Ebenso wird das Terminalgebäude erweitert. Die Kosten betragen € 36 Mio.